# Gustavo Pascualini
Gustavo José Pascualini Stimolo (* 18. dubna 1967 Córdoba) je bývalý argentinský zápasník – judista.

## Sportovní kariéra
V argentinské mužské reprezentaci se pohyboval od druhé poloviny osmdesátých let dvacátého století ve střední váze do 86 kg. V roce 1988 a 1992 se do argentinského olympijského týmu nevešel na úkor Sandro Lópeze. Po skončení sportovní kariéry pracuje jako trenér ve sportovním středisku CeNARD. V roce 2012 vedl mužskou reprezentaci na olympijských hrách v Londýně.

## Výsledky
| Turnaj                  | 1986         | 1987         | 1988         | 1989         |
| Turnaj                  | 19           | 20           | 21           | 22           |
| Turnaj                  | střední váha | střední váha | střední váha | střední váha |
| ----------------------- | ------------ | ------------ | ------------ | ------------ |
| Olympijské hry          |              |              | —            |              |
| Mistrovství světa       |              | —            |              | úč.          |
| Panamerické hry         |              | úč.          |              |              |
| Panamerické mistrovství | 3.           |              | —            |              |